# Tuntutuliak
Tuntutuliak is een plaats (census-designated place) in de Amerikaanse staat Alaska, en valt bestuurlijk gezien onder Bethel Census Area.

## Demografie
Bij de volkstelling in 2000 werd het aantal inwoners vastgesteld op 370.

## Geografie
Volgens het United States Census Bureau beslaat de plaats een oppervlakte van
309,2 km², waarvan 308,8 km² land en 0,4 km² water.

## Plaatsen in de nabije omgeving
De onderstaande figuur toont nabijgelegen plaatsen in een straal van 64 km rond Tuntutuliak.